# Самміт (Юта)
Самміт (англ. Summit) — переписна місцевість (CDP) в США, в окрузі Айрон штату Юта. Населення — 170 осіб (2020).

## Географія
Самміт розташований за координатами 37°48′19″ пн. ш. 112°55′59″ зх. д. / 37.80528° пн. ш. 112.93306° зх. д. (37.805337, -112.933135).  За даними Бюро перепису населення США в 2010 році переписна місцевість мала площу 1,76 км², з яких 1,76 км² — суходіл та 0,01 км² — водойми.

## Демографія
Згідно з переписом 2010 року, у переписній місцевості мешкало 160 осіб у 72 домогосподарствах у складі 47 родин. Густота населення становила 91 особа/км².  Було 79 помешкань (45/км²).
Расовий склад населення:
| - 92,5 % — білих - 3,1 % — корінних американців - 3,1 % — осіб інших рас |

До двох чи більше рас належало 1,3 %. Частка іспаномовних становила 8,1 % від усіх жителів.
За віковим діапазоном населення розподілялося таким чином: 18,7 % — особи молодші 18 років, 52,5 % — особи у віці 18—64 років, 28,8 % — особи у віці 65 років та старші. Медіана віку мешканця становила 49,8 року. На 100 осіб жіночої статі у переписній місцевості припадало 92,8 чоловіків;  на 100 жінок у віці від 18 років та старших — 94,0 чоловіків також старших 18 років.
Цивільне працевлаштоване населення становило 115 осіб. Основні галузі зайнятості: роздрібна торгівля — 33,0 %, будівництво — 20,9 %, фінанси, страхування та нерухомість — 18,3 %.